# Daughter (single)
 For alternative betydninger, se Daughter. (Se også artikler, som begynder med Daughter)
"Daughter" er en sang af Smashing Pumpkins og titlen på en sjælden single udgivet af Reflex Magazine i 1992. Sangen er skrevet af Billy Corgan og D'arcy Wretzky. 
Singlen er en ekstraordinær svær udgivelse at finde, idet der angiveligt kun er blevet trykt ca. 1.000 eksemplarer. Det var kun muligt at få singlen, hvis man købte det pågældende abonnement hos det amerikanske magasin. Singlen blev udgivet mellem bandets første to album, Gish og Siamese Dream. I 2005 udgav Smashing Pumpkins hele deres diskografi digitalt, men ikke engang her var "Daughter" at finde. 
"Daughter" blev indspillet allerede i 1989 og blev udgivet sammen med en række andre studieindspilninger på ét af bandets demobånd samme år. På demobåndet Moon er både Billy Corgan og D'arcy Wretzky noteret som sangskrivere, men da sangen blev udgivet i 1992, var det kun Corgan. Der eksisterer to version af "Daughter" – den originale version, samt en forlænget version. 
| Musik | Spire Denne musikartikel er en spire som bør udbygges. Du er velkommen til at hjælpe Wikipedia ved at udvide den. |